# Карбальєда-де-Авія
Карбальєда-де-Авія (гал. Carballeda de Avia, ісп. Carballeda de Avia) — муніципалітет в Іспанії, у складі автономної спільноти Галісія, у провінції Оренсе. Населення — 1546 осіб (2009).
Муніципалітет розташований на відстані близько 430 км на північний захід від Мадрида, 24 км на захід від Оренсе.
Муніципалітет складається з таких паррокій: Абеленда-дас-Пенас, Бальде, Бейро, Карбальєда, Фарамонтаос, Муїмента, Санто-Естево-де-Новоа, Вілар-де-Кондес.

## Демографія
Динаміка населення (INE ):

## Галерея зображень

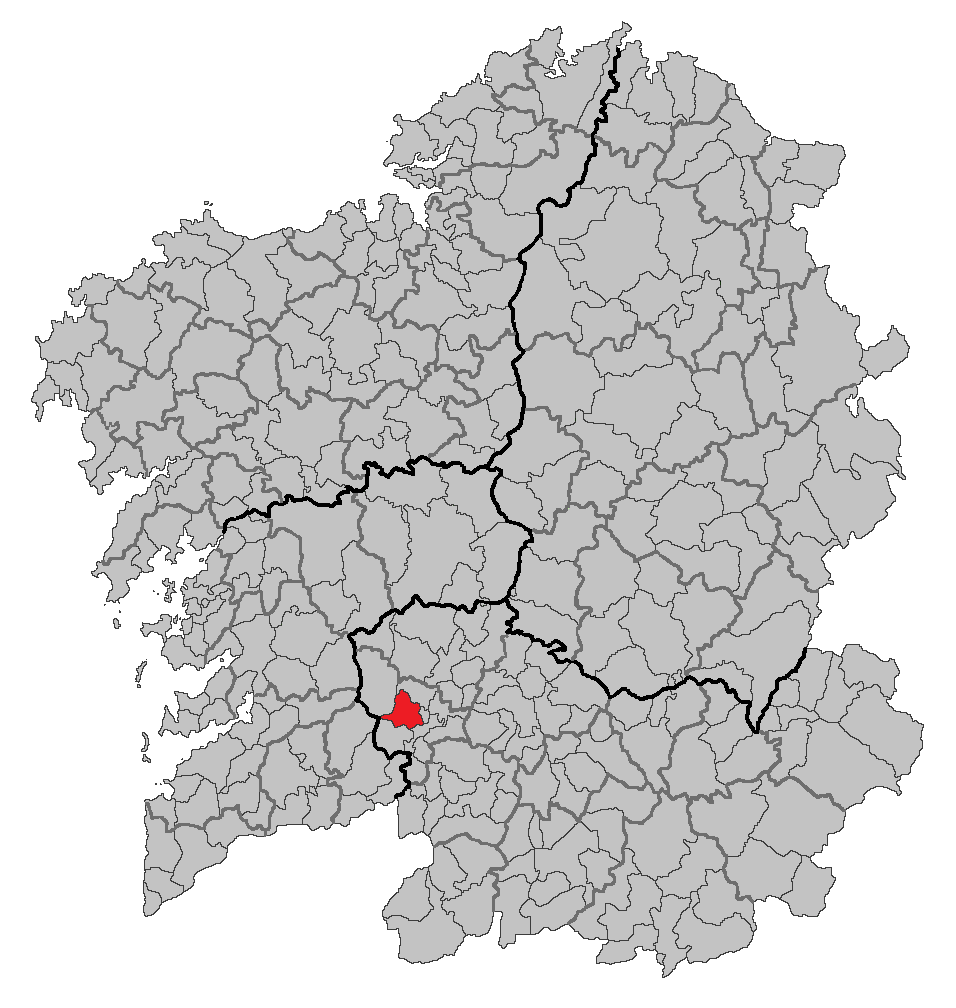
Розташування муніципалітету